# Abu l-Ghamr ibn Azzun
Abu-l-Ghamr ibn Azzun fou emir de Xerès vers el 1145.
Era fill d'Azzun ibn Ghalbun, emir de Molina fins al 1129. Va reconèixer els almohades tan bon punt van arribar (1147) i hi va restar fidel; no va participar en la revolta dels diversos reis de taifes contra Abd-al-Mumin ibn Alí i va participar en la conquesta de Sevilla i l'expulsió dels almoràvits d'Algesires; va enviar forces per fer aixecar el setge al que Alfons VII de Castella sotmetia a Còrdova i va participar destacadament en la batalla de Zaabula o Zaghabuka del abril/maig del 1158 (al nord d'Alcalá de Guadaira) al costat del príncep Sayyid Yusuf, fill (i després successor) d'Abd al-Mumin ibn Ali, en contra de la milícia cristiana d'Àvila dirigida pel comte Sancho Gimeno el Desigual, en la qual Abu l-Ghamr va trobar la mort.